# Hideki Kikuchi
Hideki Kikuchi (en japonés: 菊地栄樹, Kikuchi Hideki; Hiroshima, 27 de enero de 1986) es un deportista japonés que compitió en tiro con arco, en la modalidad de arco recurvo.
Ganó una medalla de bronce en el Campeonato Mundial de Tiro con Arco al Aire Libre de 2009 y una medalla de plata en el Campeonato Mundial de Tiro con Arco en Sala de 2014.
Participó en los Juegos Olímpicos de Londres 2012, ocupando el sexto lugar en la prueba por equipo.

## Palmarés internacional
| Campeonato Mundial al Aire Libre | Campeonato Mundial al Aire Libre | Campeonato Mundial al Aire Libre | Campeonato Mundial al Aire Libre |
| Año                              | Lugar                            | Medalla                          | Prueba                           |
| -------------------------------- | -------------------------------- | -------------------------------- | -------------------------------- |
| 2009                             | Ulsan (Corea del Sur)            | Medalla de bronce                | Equipo                           |
| Campeonato Mundial en Sala       |                                  |                                  |                                  |
| Año                              | Lugar                            | Medalla                          | Prueba                           |
| 2014                             | Nimes (Francia)                  | Medalla de plata                 | Equipo                           |